# Cryptocarya zapoteoides
Cryptocarya zapoteoides är en lagerväxtart som först beskrevs av Cyrus Longworth Lundell, och fick sitt nu gällande namn av Faustino Miranda. Cryptocarya zapoteoides ingår i släktet Cryptocarya och familjen lagerväxter. Inga underarter finns listade i Catalogue of Life.